# (69961) Millosevich
(69961) Millosevich (1998 VS33) – planetoida z pasa głównego asteroid okrążająca Słońce w ciągu 2 lat i 239 dni w średniej odległości 1,92 j.a. Została odkryta 15 listopada 1998 roku. Nazwa planetoidy pochodzi od Elia Millosevicha, włoskiego astronoma.